# Rushton (Staffordshire)
Rushton – civil parish w Anglii, w Staffordshire, w dystrykcie Staffordshire Moorlands. W 2011 roku civil parish liczyła 485 mieszkańców. W obszar civil parish wchodzą także Rushton James i Rushton Spencer.